# ジェラール・ラルシェ
ジェラール・フィリップ・ルネ・アンドレ・ラルシェ（Gérard Philippe René André Larcher、1949年9月14日 – ）は、フランスの政治家、共和党所属。現元老院議長。ジャック・シラク政権で労働・経済包摂事務次官を務めた。

## 来歴
1949年にオルヌ県フレールで織物工場を営むローマ・カトリック信者の家庭の元で生まれ育った。歯科医のクリスティーン・ワイスとの二度目の結婚後、3人の子を儲ける。国立環境・農業科学技術研究所の医学コースを卒業後は、馬専門の獣医として数年間勤務していた
。

### 政治家として
ラルシェは高校生の時からシャルル・ド・ゴールを尊敬し、第五共和政に興味を持っていた。1979年にランブイエ市議会議員に就任と同時に政界進出を果たす。1983年から20年にも渡って、ランブイエ市長を務めた。1986年9月28日、ラルシェはイヴリーヌ県選挙区の元老院議員に初めて選出された。この当時、37歳のラルシェはフランス上院議員として最年少だった。1995年も元老院議員に再選され、1997年に元老院副議長、2001年には元老院経済委員会委員長に選出されている。
2004年3月、地方選挙で共和党が敗北した後、ラルシェはジャン＝ピエール・ラファラン内閣で労働・経済包摂事務次官に任命される。2005年6月のドミニク・ド・ビルパン内閣発足後も地位を維持し続けた。ニコラ・サルコジ政権発足直前にサルコジ大統領が農業相にラルシェを指名していたが、元老院議員の職を維持するために断った
。
2008年7月31日、ジャン＝ピエール・ラファラン元首相に対抗して元老院議長を選出するための予備選挙への出馬表明を行った。9月24日にはラファラン候補の56票、フィリップ・マリーニ候補の17票に対し、ラルシェは78票でUMPの元老院議長候補に選出された。2008年10月1日、社会党候補ジャン・ピエール・ベルの134票に対し、ラルシェは173票を獲得して上院議長に選出された。
2014年9月の上院選挙で右派が勝利後はUMP（2015年以降は共和党）内で元老院議長候補に指名され、2014年10月1日に元老院議長に選出された。元老院議長が2回選出されたのはラルシェが初めてであった。
2019年3月26日には中国の習近平国家主席と両国関係の発展に関して、会談を行った
。